# 폴 가이어
폴 가이어(Paul D. Guyer, 1948년 1월 13일 ~ )는 미국 철학자이자 임마누엘 칸트와 미학의 선도적인 학자이다. 2012년부터 브라운 대학교 철학 및 인문학 교수로 재직하고 있다.
가이어는 뉴욕에서 자랐고 그곳에서 공립학교를 다녔고 1965년 Lynbrook High School을 졸업했다. 그는 1969년 하버드 대학에서 우등으로 졸업했으며 철학과 독일어학과에서 공부했다. 그의 박사 스탠리 카벨이 감독한 논문과 함께 하버드 대학교에서 철학 박사 학위를 취득했다. 가이어는 1983년 펜실베니아 대학교에 종신 교수로 합류하여 철학 교수 및 FRC Murray 인문학 교수로 승진했다. 펜실베니아 대학교로 옮기기 전 가이어는 1973년부터 1978년까지 피츠버그 대학교에서, 1978년부터 1983년까지 시카고 일리노이 대학교 에서 가르쳤다. 그는 또한 하버드, 프린스턴 및 미시간 대학교에서 방문 교수를 역임했다.
가이어는 1999년 American Academy of Arts and Sciences의 회원으로 선출되었다. 그는 National Endowment for Humanities, John Simon Guggenheim Memorial Foundation 및 Princeton University Center for Human Values에서 펠로우십을 보유했다. 그는 또한 독일연방공화국 알렉산더 폰 훔볼트 재단의 연구상 수상자이자 베를린 미국 아카데미의 다임러 펠로우이기도 하다.
가이어는 칸트와 칸트주의 주제에 관한 12권의 책을 저술했으며 칸트의 여러 작품을 영어로 편집하고 번역했다. 칸트에 대한 그의 작업 외에도 가이어는 로크, 흄, 헤겔, 쇼펜하우어 등 철학사에서 많은 다른 인물에 대해 썼다.
그의 다른 전문 분야로는 철학과 미학의 역사가 있다. 가이어는 2011-13년에 미국 미학 학회 회장이었다. 가이어는 또한 2011-12년에 미국 철학 협회의 동부 지부 회장을 역임했다.

## 같이 보기
- 미국 철학

## 참고 문헌
1. ↑  Coelho, Courtney. “Paul Guyer”. 《News from Brown》. Brown University.
2. 1 2 3  《Guyer CV》 (PDF).
3. ↑  “Guyer's university page”. 2011년 7월 27일에 원본 문서에서 보존된 문서. 2009년 8월 12일에 확인함.
4. ↑  “Official UPenn announcement of Guyer's appointment”. 2011년 7월 20일에 원본 문서에서 보존된 문서. 2022년 7월 26일에 확인함.